# Пуния, Баджранг
Баджра́нг Пуния (англ. Bajrang Punia, хинди बजरंग पूनिया, род. 26 февраля 1994, Khudan, Харьяна) — индийский борец вольного стиля, чемпион Азии и Азиатских игр, призёр чемпионатов мира. Награждён индийским орденом Падма Шри в 2019 и спортивными премиями Арджуна (2015) и  Раджив Ганди Кхел Ратна (2019).

## Биография
Родился в 1994 году в деревне Худан округа Джаджар штата Харьяна. Борьбой начал заниматься в 7 лет под влиянием своего отца. В 2015 году семья переехала в Сонипат, где он смог пользоваться услугами местного спортивного комплекса. Работает контролёром на железной дороге.

### Спортивная карьера
В 2010 и 2011 годах становился чемпионом Азии среди кадетов. В 2012 году стал серебряным призёром чемпионата Азии среди юниоров.
С 2013 года стал соревноваться среди взрослых, и сразу завоевал бронзовые медали чемпионата мира и чемпионата Азии. В 2014 году завоевал серебряные медали Азиатских игр, Игр Содружества и чемпионата Азии. В 2016 году выиграл чемпионат Содружества. В 2017 году стал чемпионом Азии, чемпионом Содружества, чемпионом Азиатских игр по боевым искусствам и состязаниям в помещениях и завоевал серебряную медаль чемпионата мира среди борцов в возрасте до 23 лет. В 2018 году стал чемпионом Азиатских игр, чемпионом Игр Содружества и бронзовым призёром чемпионата Азии. На чемпионате мира того же года в Будапеште в финальной схватке уступил японскому борцу Такуто Отогуро и стал серебряным призёром чемпионата мира.
В 2019 году во второй раз стал чемпионом Азии, набрав десять очков в последнюю минуту финального матча с казахстанцем Саятбеком Окасовым и победив в итоге со счётом 12:7. На предолимпийском чемпионате мира в Нур-Султане Пуния дошёл до полуфинала, где проиграл Даулету Ниязбекову из Казахстана, завоевав в итоге бронзовую медаль.
В 2020 и 2021 годах становился серебряным призёром чемпионатов Азии.